# Ружинський провулок
Ру́жинський прову́лок — провулок в Шевченківському районі міста Києва, місцевість Нивки. Пролягає від вулиці Черняховського до тупика.

## Історія
Провулок виник у середині XX століття. Сучасна назва — з 1950-х років, на честь селища Ружин в Житомирській області.